# Sistema de redução abstrato
Um sistema de redução abstrato (SRA) é uma modelagem matemática que permite o estudo de propriedades sobre sistema de reescrita de termos sem a necessidade de nos preocuparmos com a natureza dos objetos que são reescritos.

## Definições

### Sistema de Redução Abstrato
Um sistema de redução abstrato (SRA) é um par (A,{\displaystyle \rightarrow }), em que a redução {\displaystyle \rightarrow } é uma relação binária sobre o conjunto A, isto é, {\displaystyle \rightarrow \,\subseteq }  em A x A.

### Redução
Se temos (a,b) {\displaystyle \in } a {\displaystyle \rightarrow } para a e b {\displaystyle \in } A, então escrevemos a {\displaystyle \rightarrow } b e chamamos b de uma redução de a, ou a uma expansão de b.

### Cadeia de redução ou seqüência de redução
Seja o SRA (A,{\displaystyle \rightarrow }), uma cadeia de redução  é uma cadeia finita ou infinita da seguintes forma: {\displaystyle a_{0}\,\rightarrow \,a_{1}\,\rightarrow \,a_{2}\,\rightarrow \,a_{3}\,\rightarrow } … .

### n-Redução
Dizemos que {\displaystyle a_{n}} é uma n-redução de {\displaystyle a_{1}} se existir uma cadeia {\displaystyle a_{1}\,\rightarrow ,a_{2}\,\rightarrow \,a_{3}\,\rightarrow \,\ldots \rightarrow \,a_{n}}.

## Notações
Para o SRA (a,{\displaystyle \rightarrow }) temos as seguintes notações para {\displaystyle \rightarrow }:
- Fecho reflexivo: {\displaystyle \rightarrow ^{=}}.
- Fecho transitivo: {\displaystyle \rightarrow ^{+}}.
- Fecho simétrico: {\displaystyle \leftrightarrow }.
- Fecho transitivo e reflexivo: {\displaystyle \rightarrow ^{*}}.
- Fecho transitivo e simétrico: {\displaystyle \leftrightarrow ^{+}}.
- Fecho transitivo, simétrico e reflexivo: {\displaystyle \leftrightarrow ^{*}}.
- Relação inversa: {\displaystyle \leftarrow }.

Para o SRA (A,{\displaystyle \rightarrow }) e x, y e z {\displaystyle \in } A dizemos que:
- y é um sucessor direto de x se e somente se x {\displaystyle \rightarrow } y;
- y é um sucessor de x se e somente se x {\displaystyle \rightarrow ^{+}} y;
- x e y são ligáveis se e somente se existe um z tal que x {\displaystyle \rightarrow ^{*}} z {\displaystyle \leftarrow ^{*}} y.